# Licencja UEFA Pro
Licencja UEFA Pro - licencja trenerska udzielona przez UEFA. Jest ona wydawana przez federację piłkarską każdego państwa członkowskiego i jest ważna przez dwa lata. Licencja jest najwyższym dostępnym certyfikatem trenerskim.
Licencja UEFA Pro jest wymagana dla każdego, kto chce na stałe zarządzać klubem piłkarskim na najwyższym szczeblu dowolnego systemu ligowego w Europie, tj. dłużej niż 12 tygodni (czas, w którym niewykwalifikowany opiekun może przejąć kontrolę). Taka licencja jest również wymagana do zarządzania w Lidze Mistrzów i Lidze Europy. W Polsce licencję UEFA Pro muszą mieć także główni trenerzy w I lidze. W Polsce jest 253 trenerów z licencją UEFA Pro.